# Списак генерала и адмирала Војске Југославије и СЦГ: Л и М
Списак особа које су у имале генералске и адмиралске чинове у Војсци Југославије (ВЈ) и Војсци Србије и Црне Горе (ВСЦГ) чије презиме почиње на слова Л и М, за остале генерале и адмирале погледајте Списак генерала и адмирала Војске Југославије и СЦГ.
напомена: Генералски, односно адмиралски чинови у ВЈ су били — генерал-армије (адмирал флоте), генерал-пуковник (адмирал), генерал-потпуковник (вице-адмирал) и генерал-мајор (контра-адмирал).

### Л
- Владимир Лазаревић (1949), генерал-пуковник. Активна војна служба у ВСЦГ престала му је 2004.
- Слободан Лазаревић (1943), генерал-мајор. Активна војна служба у ВЈ престала му је 2002.
- Мирослав Лазовић (1953), генерал-мајор. Активна војна служба у ВСЦГ престала му је 2005.
- Момчило Лазовић (1935—2022), генерал-мајор. Активна војна служба у ВЈ престала му је 1994.
- Јован Лакчевић (1955), генерал-потпуковник. После нестанка ВСЦГ, јуна 2006. војну каријеру наставио у Војсци Црне Горе. Демобилисан је 2008. године.
- Рајко Лапчић (1934—2002), генерал-мајор. Активна војна служба у ВЈ престала му је 1992.
- Бранислав Лукић (1950), генерал-мајор. Активна војна служба у ВСЦГ престала му је 2005.

### М
- Младенко Максимовић (1932), генерал-потпуковник. Активна војна служба у ВЈ престала му је 1992.
- Љубиша Манастирац (1940), генерал-мајор. Активна војна служба у ВЈ престала му је 2000.
- Никола Мандарић (1934—2021), генерал-пуковник. Активна војна служба у ВЈ престала му је 1994.
- Милош Мандић (1955), генерал-мајор. После нестанка ВЈ, јуна 2006. војну каријеру наставио у Војсци Србије. Демобилисан је 2007. године.
- Мирко Маринковић (1936), генерал-мајор. Активна војна служба у ВЈ престала му је 1994.
- Владан Марјановић (1953), генерал-мајор. Активна војна служба у ВСЦГ престала му је 2006.
- Светозар Марјановић (1944—2022), генерал-пуковник. Активна војна служба у ВЈ престала му је 2001.
- Давид Марковић (1943—2018), генерал-мајор. Активна војна служба у ВЈ престала му је 2000.
- Лазар Марковић Чађа (1925—2004), генерал-мајор у резерви. Активан и демобилисан у ВЈ 1999. Народни херој.
- Миомир Марковић (1947), генерал-мајор. Активна војна служба у ВЈ престала му је 2003.
- Михајло Марковић (1939), генерал-потпуковник. Активна војна служба у ВЈ престала му је 1998.
- Стојан Марковић (1947), генерал-мајор. Активна војна служба у ВСЦГ престала му је 2005.
- Драгиша Масал (1951—2017), генерал-потпуковник. Активна војна служба у ВЈ престала му је 2002.
- Радољуб Масић (1949), генерал-потпуковник. Активна војна служба у ВСЦГ престала му је 2005.
- Станимир Матијевић (1953—2025), генерал-мајор. Активна војна служба у ВСЦГ престала му је 2005.
- Ристо Матовић (1939—2003), генерал-пуковник. Активна војна служба у ВЈ престала му је 2001.
- Душан Мерзел (1938), генерал-мајор. Активна војна служба у ВЈ престала му је 1992.
- Мирко Мијовић (1933), генерал-мајор. Активна војна служба у ВЈ престала му је 1994.
- Слободан Микић (1935—2021), генерал-мајор. Активна војна служба у ВЈ престала му је 1992.
- Миломир Миладиновић (1951), генерал-потпуковник. Активна војна служба у ВСЦГ престала му је 2005.
- Јован Милановић (1942), генерал-потпуковник. Активна војна служба у ВЈ престала му је 2002.
- Драгиша Милетић (1937—2016), генерал-мајор. Активна војна служба у ВЈ престала му је 1994.
- Милоје Милетић (1953), генерал-мајор. После нестанка ВЈ, јуна 2006. војну каријеру наставио у Војсци Србије. Демобилисан је 2011. године.
- Мирослав Милетић (1942), генерал-потпуковник. Активна војна служба у ВЈ престала му је 2002.
- Радивоје Милетић (1947), генерал-мајор. Активна војна служба у ВЈ престала му је 2000.
- Радован Милић (1940), генерал-мајор. Активна војна служба у ВЈ престала му је 2001.
- Зоран Милићевић (1955), генерал-мајор. Активна војна служба у ВСЦГ престала му је 2006.
- Ратко Милићевић (1935—2004), генерал-мајор. Активна војна служба у ВЈ престала му је 1992.
- Ратомир Миловановић (1941—1998), генерал-потпуковник.
- Крсман Милошевић (1938), генерал-мајор. Активна војна служба у ВЈ престала му је 1993.
- Новак Милошевић (1937—2000), генерал-мајор у резерви. Активан и демобилисан у ВЈ 1999.
- Живан Мирчетић (1938—2015), генерал-потпуковник. Активна војна служба у ВЈ престала му је 1992.
- Младен Михајловић (1942), генерал-потпуковник. Активна војна служба у ВЈ престала му је 1999.
- Никола Младенић (1934), генерал-мајор. Активна војна служба у ВЈ престала му је 1992.
- Мирољуб Младеновић (1957), генерал-мајор. Активна војна служба у ВСЦГ престала му је 2006.
- Томислав Младеновић (1947—2024), генерал-потпуковник. Активна војна служба у ВЈ престала му је 2002.
- Миладин Мојсиловић (1936), генерал-мајор. Активна војна служба у ВЈ престала му је 1993.
- Момчило Момчиловић (1948—2017), генерал-потпуковник. Активна војна служба у ВСЦГ престала му је 2005.
- Милан Мрдаковић (1945), генерал-мајор. Активна војна служба у ВЈ престала му је 2000.
- Миле Мркшић (1947—2015), генерал-потпуковник. Активна војна служба у ВЈ престала му је 1994.
- Спасоје Мучибабић (1948), генерал-мајор. Активна војна служба у ВСЦГ престала му је 2005.